# Беране
Беране, Бераны (черног. Беране/Berane) — город в Черногории на северо-востоке страны, административный центр муниципалитета Беране. Население — 11776 жителей (2003). В 1949—1992 назывался Иванград, в честь Ивана Милутиновича.

## Население
Бераны — центр одноимённого муниципалитета, который в 2003 году насчитывал 35 068 жителей. В самом городе проживало 11 776 человек.
Население г. Бераны:
- 3 марта 1981  — 12720
- 3 марта 1991  — 12267
- 1 ноября 2003  — 11776

Национальный состав:
- 3 марта 1991 — сербы (7.30 %), славяне-мусульмане (30.21 %), черногорцы (59.03 %)
- 1 ноября 2003 — сербы (41,43 %), славяне-мусульмане (29,32 %, из них бошняки — 22,00 %), черногорцы (22,70 %)

## Города-побратимы
| - Италия — Терамо - Россия — Кострома |